# Josep Maria Riera i Aragó

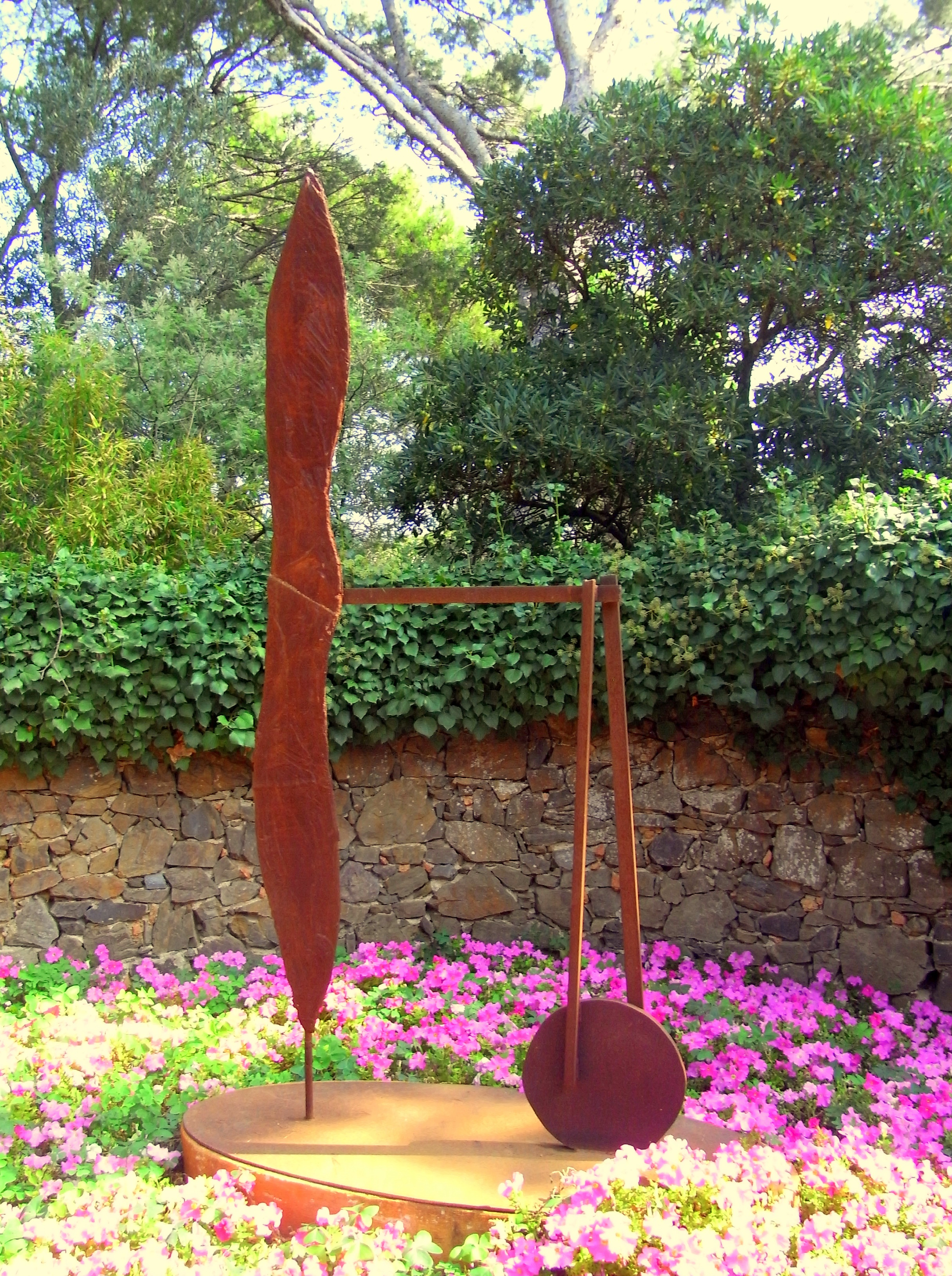
L' Hèlix de Ferro, obra de Riera i Aragó ubicada als Jardins de Cap Roig.

Josep Maria Riera i Aragó és un pintor i escultor nascut a Barcelona, el 1954.
Estudià a la Facultat de Belles Arts de Barcelona. Al llarg de la seva carrera s'ha dedicat tant a l'escultura com a la pintura i a l'obra gràfica. Recrea en la seva obra un món de màquines i artefactes (zèppelins, avions i submarins). A part del bronze utilitza el ferro, materials amb els quals aconsegueix que els seus avions o submarins flotin en una atmosfera màgica.
Ha realitzat exposicions individuals i col·lectives i està present en diferents col·leccions de Museus. A més, és un autor de grans escultures per a espais públics.
Obra seva és el retaule de la parròquia del patriarca Abraham de Barcelona (1992) que sobresurt com una proposta innovadora de retaulística contemporània.

## Museus
- Musée de Ceret,[3] França
- Fundació Joan Miró, Barcelona
- Musée d'Art Moderne, Luxemburg
- Col·lecció Testimoni - Fundació La Caixa, Barcelona
- Fondation Vincent Van Gogh, Arles (França)
- Städtische Museen, Heilbronn (Alemanya)
- Musée Réattu, Arles (França)
- Museum Otani, Nishinomiya (Japó)
- Fundació Caixa Girona
- Colección CAI Luzan, Saragossa
- Col·lecció Institut d'Estudis Catalans, Barcelona
- MACBA, Barcelona
- Museu d'Història de la Ciutat, Girona
- Museu de l'Hospitalet
- Col·lecció Rega, Zurich, Suïssa
- Fundación Fran Daurel, Barcelona
- Musée d'Art moderne André Malraux, Le Havre

## Escultures públiques
- Avió sobre barca, 1988. Fundación Fran Daurel, Barcelona.
- Envol, 1988, Fundación Perramon, Ventalló (Girona).
- Gran submarin tou, 1988. Santander.
- Submarí soterrat, 1987-1990. Jardins d'Hiroshima, Barcelona
- Gran avió d'hèlix blava, obra de 1990 ubicada al Jardí de les Escultures al costat de la Fundació Joan Miró de Barcelona.
- Avión Najio, 1991. Nishinomiya, Japón.
- Avió cansat, 1991. Merignac, França.
- Gran avión d'hèlix vermella, 1991. Sant Cugat del Valles (Barcelona)
- L'hèlix de ferro, 1991. Fundació La Caixa, Cap Roig, Girona.
- Retaule d'Abraham, 1992. Villa olímpica, Barcelona.
- Llinda, 1992. Auditori Sant Cugat del Vallès, (Barcelona)
- Baix relleu de la Universitat Pompeu Fabra, 1993, Barcelona.
- Baix relleu Ramon Llull, 1996. Universitat Ramon Llull, Barcelona
- Avió roda groga, 1998. REGA. Zurich, Suissa
- Avió amb cua, 1998, Fundació Vila Casas, Museu Can Mario, Palafrugell (Girona).
- Arals, 2006. Mesen, Bélgica
- Avió Ceret, 2011, Musée d'art moderne de Ceret, França.
- Sous-marins dormants, 2012, Musée d'art modern André Malraux, França.
- Submarí per l'aigua blava, 2013, Musée de Collioure, França.